# Guardian Direct Cup 1998
Il Guardian Direct Cup 1998 è stato un torneo di tennis giocato sul sintetico indoor. È stata la 21ª edizione del torneo, che fa parte della categoria International Series Gold nell'ambito dell'ATP Tour 1998. Si è giocato a Londra in Inghilterra, dal 23 febbraio al 1º marzo 1998.

## Campioni

### Singolare
Evgenij Kafel'nikov ha battuto in finale  Cédric Pioline con il punteggio di 7–5, 6–4

### Doppio
Martin Damm /  Jim Grabb hanno battuto in finale  Evgenij Kafel'nikov /  Daniel Vacek con il punteggio di 6–4, 7–5